# Benjamin Henrichs
Benjamin Henrichs (Bocholt, 23 febbraio 1997) è un calciatore tedesco, difensore o centrocampista dell'RB Lipsia e della Nazionale tedesca.

## Caratteristiche tecniche
Gioca prevalentemente nel ruolo di terzino su entrambe le fasce, ma può ricoprire anche più ruoli a centrocampo. Nelle giovanili e nella sua prima stagione da professionista, cioè nel 2015-2016, ha giocato come mezzala o come mediano, ma a partire dalla stagione successiva si è stabilizzato come laterale di difesa.

## Carriera

### Club

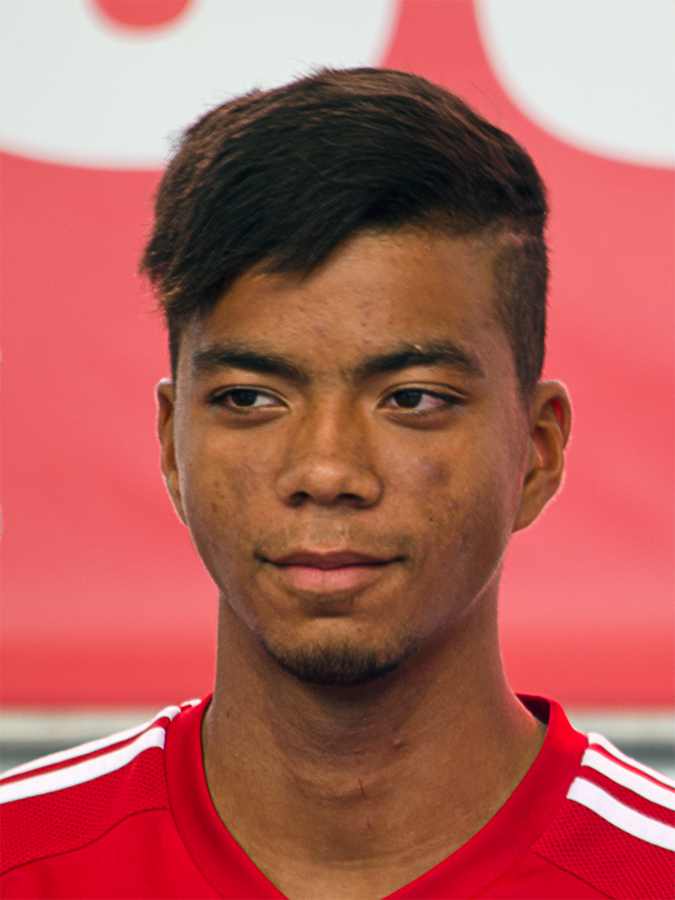
Henrichs nel 2015

Esordisce in Bundesliga con il Bayer Leverkusen il 20 settembre 2015, alla quinta giornata di campionato, nella gara in trasferta contro il Borussia Dortmund, terminata con il risultato di 3-0 in favore dei padroni di casa. Durante la stessa stagione esordisce in Europa League nella gara di andata dei sedicesimi di finale, giocata in trasferta il 18 febbraio 2016 contro lo Sporting Lisbona, terminata con il risultato di 1-0 in favore della squadra delle Aspirine. La stagione successiva esordisce nella Coppa di Germania il 21 agosto e il 14 settembre successivo esordisce nella fase a gironi della Champions League, nella partita pareggiata in casa per 2-2 contro il CSKA Mosca.
Il 28 agosto 2018 viene acquistato dal Monaco, con cui firma un quinquennale.
L'8 luglio 2020 passa in prestito all'RB Lipsia. Il 12 aprile 2021 viene riscattato dal club tedesco, legandosi ai tori fino al 2025.

### Nazionale

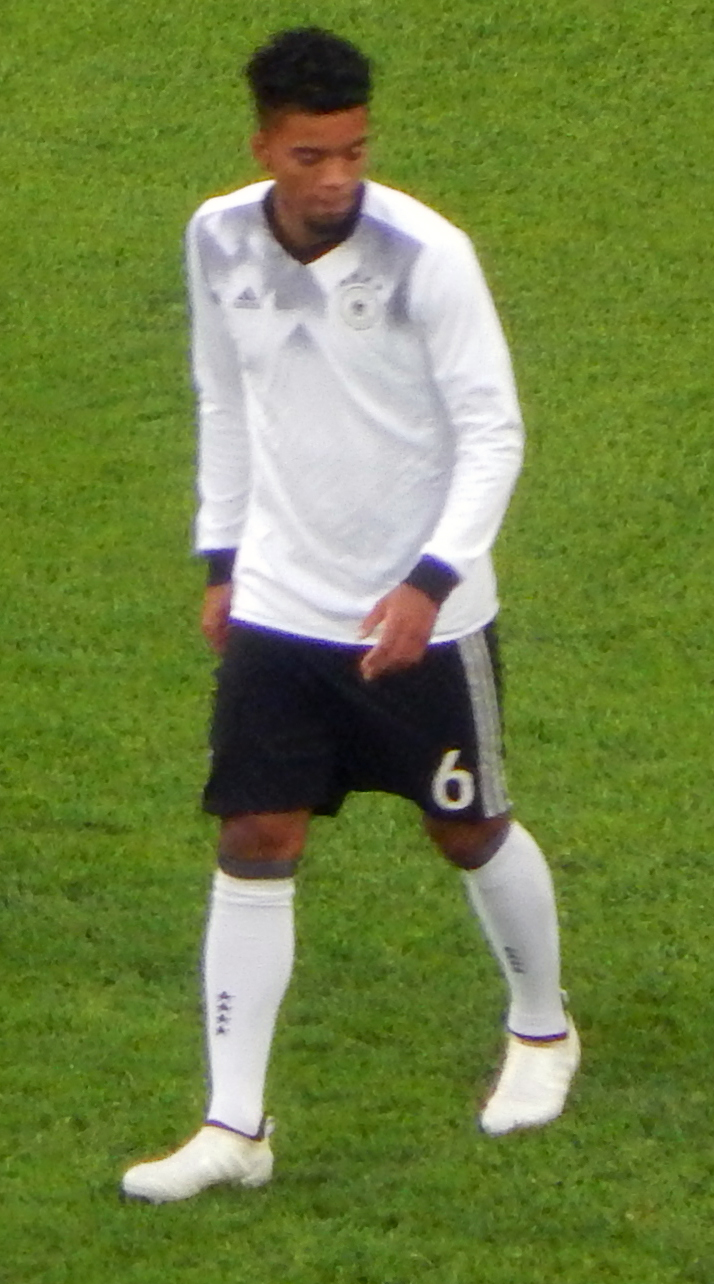
Henrichs nella finale della Confederations Cup 2017

Figlio di padre tedesco e madre ghanese, dopo aver fatto parte di tutte le selezioni giovanili della Germania, con eccezione dell'Under-20, ha ricevuto la prima convocazione nella nazionale maggiore nel novembre del 2016, debuttando nella gara di qualificazione ai mondiali 2018 vinta per 8-0 sul campo di San Marino. Il 2 luglio 2017 conquista con la nazionale tedesca il titolo della Confederations Cup che ha avuto luogo in Russia, giocando due partite da titolare, una contro il Camerun nel primo turno, e una contro il Messico in semifinale.
Viene selezionato nel 2021 per la Nazionale olimpica ai Giochi di Tokyo, nell'ultima partita del girone contro Costa d'Avorio dove era necessaria la vittoria per accedere ai quarti di finale, la Germania pareggia per 1-1 e Henrichs fa un autogol e la squadra viene eliminata.

## Statistiche

### Presenze e reti nei club
Statistiche aggiornate al 22 settembre 2024.
| Stagione                | Squadra                 | Campionato              | Campionato | Campionato | Coppe nazionali | Coppe nazionali | Coppe nazionali | Coppe continentali | Coppe continentali | Coppe continentali | Altre coppe | Altre coppe | Altre coppe | Totale | Totale | Totale |
| Stagione                | Squadra                 | Comp                    | Pres       | Reti       | Comp            | Pres            | Reti            | Comp               | Pres               | Reti               | Comp        | Pres        | Reti        | Pres   | Reti   |        |
| ----------------------- | ----------------------- | ----------------------- | ---------- | ---------- | --------------- | --------------- | --------------- | ------------------ | ------------------ | ------------------ | ----------- | ----------- | ----------- | ------ | ------ | ------ |
| 2015-2016               | Bayer Leverkusen        | BL                      | 9          | 0          | CG              | 0               | 0               | UCL+UEL            | 0+1                | 0                  | -           | -           | -           | 10     | 0      |        |
| 2016-2017               | Bayer Leverkusen        | BL                      | 29         | 0          | CG              | 1               | 0               | UCL                | 7                  | 0                  | -           | -           | -           | 37     | 0      |        |
| 2017-2018               | Bayer Leverkusen        | BL                      | 23         | 0          | CG              | 5               | 0               | -                  | -                  | -                  | -           | -           | -           | 28     | 0      |        |
| ago. 2018               | Bayer Leverkusen        | BL                      | 1          | 0          | CG              | 0               | 0               | -                  | -                  | -                  | -           | -           | -           | 1      | 0      |        |
| Totale Bayer Leverkusen | Totale Bayer Leverkusen | Totale Bayer Leverkusen | 62         | 0          |                 | 6               | 0               |                    | 8                  | 0                  |             | -           | -           | 76     | 0      |        |
| ago. 2018-2019          | Monaco                  | L1                      | 22         | 1          | CF+CdL          | 1+2             | 0               | UCL                | 4                  | 0                  | SF          | -           | -           | 29     | 1      |        |
| 2019-2020               | Monaco                  | L1                      | 13         | 0          | CF+CdL          | 1+1             | 0               | -                  | -                  | -                  | -           | -           | -           | 15     | 0      |        |
| Totale Monaco           | Totale Monaco           | Totale Monaco           | 35         | 1          |                 | 5               | 0               |                    | 4                  | 0                  |             | -           | -           | 44     | 1      |        |
| 2020-2021               | RB Lipsia               | BL                      | 13         | 0          | CG              | 4               | 0               | UCL                | 3                  | 0                  | -           | -           | -           | 20     | 0      |        |
| 2021-2022               | RB Lipsia               | BL                      | 22         | 3          | CG              | 5               | 0               | UCL+UEL            | 4+6                | 0                  | -           | -           | -           | 37     | 3      |        |
| 2022-2023               | RB Lipsia               | BL                      | 30         | 2          | CG              | 6               | 2               | UCL                | 7                  | 0                  | SG          | 1           | 0           | 44     | 4      |        |
| 2023-2024               | RB Lipsia               | BL                      | 33         | 1          | CG              | 2               | 0               | UCL                | 6                  | 0                  | SG          | 1           | 0           | 42     | 1      |        |
| 2024-2025               | RB Lipsia               | BL                      | 4          | 0          | CG              | 1               | 0               | UCL                | 1                  | 0                  | -           | -           | -           | 6      | 0      |        |
| Totale RB Lipsia        | Totale RB Lipsia        | Totale RB Lipsia        | 102        | 6          |                 | 18              | 2               |                    | 27                 | 0                  |             | 2           | 0           | 149    | 8      |        |
| Totale carriera         | Totale carriera         | Totale carriera         | 199        | 7          |                 | 29              | 2               |                    | 39                 | 0                  |             | 2           | 0           | 269    | 9      |        |

### Cronologia presenze e reti in nazionale
| Cronologia completa delle presenze e delle reti in nazionale ― Germania | Cronologia completa delle presenze e delle reti in nazionale ― Germania | Cronologia completa delle presenze e delle reti in nazionale ― Germania | Cronologia completa delle presenze e delle reti in nazionale ― Germania | Cronologia completa delle presenze e delle reti in nazionale ― Germania | Cronologia completa delle presenze e delle reti in nazionale ― Germania | Cronologia completa delle presenze e delle reti in nazionale ― Germania | Cronologia completa delle presenze e delle reti in nazionale ― Germania |
| Data                                                                    | Città                                                                   | In casa                                                                 | Risultato                                                               | Ospiti                                                                  | Competizione                                                            | Reti                                                                    | Note                                                                    |
| ----------------------------------------------------------------------- | ----------------------------------------------------------------------- | ----------------------------------------------------------------------- | ----------------------------------------------------------------------- | ----------------------------------------------------------------------- | ----------------------------------------------------------------------- | ----------------------------------------------------------------------- | ----------------------------------------------------------------------- |
| 11-11-2016                                                              | Serravalle                                                              | San Marino                                                              | 0 – 8                                                                   | Germania                                                                | Qual. Mondiali 2018                                                     | -                                                                       |                                                                         |
| 25-6-2017                                                               | Soči                                                                    | Germania                                                                | 3 – 1                                                                   | Camerun                                                                 | Conf. Cup 2017 - 1º turno                                               | -                                                                       | 74’                                                                     |
| 29-6-2017                                                               | Soči                                                                    | Germania                                                                | 4 – 1                                                                   | Messico                                                                 | Conf. Cup 2017 - Semifinale                                             | -                                                                       |                                                                         |
| 7-10-2020                                                               | Colonia                                                                 | Germania                                                                | 3 – 3                                                                   | Turchia                                                                 | Amichevole                                                              | -                                                                       |                                                                         |
| 17-11-2020                                                              | Siviglia                                                                | Spagna                                                                  | 6 – 0                                                                   | Germania                                                                | UEFA Nations League 2020-2021 - 1º turno                                | -                                                                       | 76’                                                                     |
| 29-3-2022                                                               | Amsterdam                                                               | Paesi Bassi                                                             | 1 – 1                                                                   | Germania                                                                | Amichevole                                                              | -                                                                       | 81’                                                                     |
| 4-6-2022                                                                | Bologna                                                                 | Italia                                                                  | 1 – 1                                                                   | Germania                                                                | UEFA Nations League 2022-2023 - 1º turno                                | -                                                                       | 59’                                                                     |
| 12-6-2023                                                               | Brema                                                                   | Germania                                                                | 3 – 3                                                                   | Ucraina                                                                 | Amichevole                                                              | -                                                                       | 71’                                                                     |
| 16-6-2023                                                               | Varsavia                                                                | Polonia                                                                 | 1 – 0                                                                   | Germania                                                                | Amichevole                                                              | -                                                                       | 68’                                                                     |
| 20-6-2023                                                               | Gelsenkirchen                                                           | Germania                                                                | 0 – 2                                                                   | Colombia                                                                | Amichevole                                                              | -                                                                       | 46’ 74’                                                                 |
| 12-9-2023                                                               | Dortmund                                                                | Germania                                                                | 2 – 1                                                                   | Francia                                                                 | Amichevole                                                              | -                                                                       | 78’                                                                     |
| 18-11-2023                                                              | Berlino                                                                 | Germania                                                                | 2 – 3                                                                   | Turchia                                                                 | Amichevole                                                              | -                                                                       |                                                                         |
| 21-11-2023                                                              | Vienna                                                                  | Austria                                                                 | 2 – 0                                                                   | Germania                                                                | Amichevole                                                              | -                                                                       | 52’                                                                     |
| 26-3-2024                                                               | Francoforte sul Meno                                                    | Germania                                                                | 2 – 1                                                                   | Paesi Bassi                                                             | Amichevole                                                              | -                                                                       | 79’                                                                     |
| 7-6-2024                                                                | Mönchengladbach                                                         | Germania                                                                | 2 – 1                                                                   | Grecia                                                                  | Amichevole                                                              | -                                                                       | 68’                                                                     |
| 29-6-2024                                                               | Dortmund                                                                | Germania                                                                | 2 – 0                                                                   | Danimarca                                                               | Euro 2024 - Ottavi di finale                                            | -                                                                       | 81’                                                                     |
| 7-9-2024                                                                | Düsseldorf                                                              | Germania                                                                | 5 – 0                                                                   | Ungheria                                                                | UEFA Nations League 2024-2025 - 1º turno                                | -                                                                       | 69’                                                                     |
| 16-11-2024                                                              | Friburgo in Brisgovia                                                   | Germania                                                                | 7 – 0                                                                   | Bosnia ed Erzegovina                                                    | UEFA Nations League 2024-2025 - 1º turno                                | -                                                                       | 58’                                                                     |
| 19-11-2024                                                              | Budapest                                                                | Ungheria                                                                | 1 – 1                                                                   | Germania                                                                | UEFA Nations League 2024-2025 - 1º turno                                | -                                                                       |                                                                         |
| Totale                                                                  |                                                                         | Presenze                                                                | 19                                                                      |                                                                         | Reti                                                                    | 0                                                                       |                                                                         |

## Palmarès

### Club
- Coppa di Germania: 2

RB Lipsia: 2021-2022, 2022-2023
- Supercoppa di Germania: 1

RB Lipsia: 2023

### Nazionale
- Confederations Cup: 1

Russia 2017

### Individuale
- Fritz-Walter-Medaille: 1

Under-19 2016 (oro)
- Squadra del torneo degli Europei Under-21: 1

Italia-San Marino 2019